# Вершинін Костянтин Андрійович
Костянтин Андрійович Вершинін (нар. 3 червня 1900, село Боркіно Притикінської волості Яранського повіту Вятської губернії, тепер Санчурського району Кіровської області, Російська Федерація — 30 грудня 1973, місто Москва) — радянський військовий діяч, головнокомандувач Військово-повітряних сил — заступник міністра оборони СРСР, головний маршал авіації (8.05.1959). Кандидат у члени ЦК КПРС у 1952—1956 роках. Член ЦК КПРС у 1956—1971 роках. Депутат Верховної Ради СРСР 2-го, 4—7-го скликань. Герой Радянського Союзу (19.08.1944)

## Життєпис
Народився в селянській родині. У 1911 році закінчив три класи сільської школи. Був різноробочим і теслею в селах Заозер'є і Притикіно (1911—1912), селі Аргамач (1912—1913), селі Боркино (червень — жовтень 1913), селі Ковербуй (1913—1914) і селі Аргамач (червень — жовтень 1914) (тепер — території Санчурського району Кіровської області і Медведєвського району Республіки Марій Ел).
У 1914—1916 роках працював теслею на суднобудівному заводі пароплавного товариства «Русь» в Звениговському затоні (тепер місто Звенигово, Республіка Марій Ел). У 1916—1917 роках працював на лісосплаві на річках Велика Кокшага і Волга, а також лісорубом-візником в Царевококшайському лісництві. У 1917—1919 роках знову теслював на суднобудівному заводі в Звениговському затоні.
Член РКП(б) з лютого 1919 року.
У Червоній армії з червня 1919 року. До жовтня 1919 року служив червоноармійцем в Симбірському запасному піхотному полку. У 1920 році закінчив Симбірські піхотні командні курси. У липні — жовтні 1920 року — командир маршової роти запасного полку в місті Дорогобужі Смоленської губернії.
У жовтні 1920 — липні 1921 року — командир роти і командир батальйону 49-го стрілецького полку (Західний фронт, з березня 1921 року — Орловський військовий округ). Брав участь у боях з військами Булак-Балаховича в Білорусі і загоном Колесникова у Воронезькій губернії.
У 1923 році закінчив курси «Постріл». У 1923—1928 роках — командир роти Симбірської (з 1924 року — Ульяновської) піхотної школи, в 1928—1930 роках — командир батальйону стрілецького полку в Приволзькому військовому окрузі (місто Ульяновськ). У 1930 році заочно закінчив 1-й курс Військової академії імені М. В. Фрунзе.
У 1932 році закінчив Військово-повітряну академію імені Жуковського.
З 1932 року служив начальником оперативного відділу штабу авіаційної бригади Українського військового округу.
У січні 1933 — лютому 1934 року — помічник начальника тактичного відділу Науково-випробувального інституту ВВС. З 1934 року — командир авіаційної ескадрильї, а в 1938—1940 роках — помічник начальника з льотної підготовки Липецької вищої льотно-тактичної школи ВПС. У 1935 році екстерном закінчив Качинську військову авіаційну школу льотчиків.
У 1940—1941 роках — заступник командира 49-ї авіаційної дивізії Харківського військового округу. У травні — вересні 1941 року — начальник Липецьких вищих авіаційних курсів удосконалення ВПС.
Учасник німецько-радянської війни: з вересня 1941 — командувач ВПС Південного фронту, в травні — вересні 1942 року — командувач 4-ї повітряної армії, у вересні 1942 — березні 1943 року — командувач ВПС Закавказького фронту, в березні — травні 1943 року — командувач ВПС Північно-Кавказького фронту, в травні 1943 — травні 1945 року — командувач 4-ї повітряної армії.
Воював на Південному (вересень 1941 — липень 1942), Північно-Кавказькому (липень — вересень 1942 і березень — листопад 1943) і Закавказькому (вересень 1942 — березень 1943) фронтах, у складі Окремої Приморської армії (листопад 1943 — квітень 1944) і на 2-му Білоруському фронті (квітень 1944 — травень 1945).
За успішне керівництво повітряною армією і проявлені при цьому мужність і героїзм Указом Президії Верховної Ради СРСР від 19 серпня 1944 року генерал-полковнику авіації Вершиніну Костянтину Андрійовичу присвоєно звання Героя Радянського Союзу з врученням ордена Леніна і медалі «Золота Зірка».
Після війни до березня 1946 року продовжував командувати 4-ю повітряною армією в Північній групі військ, Польща.
У березні 1946 — вересні 1949 року — головнокомандувач Військово-повітряних сил Радянської армії — заступник міністра Збройних сил СРСР.
У лютому — вересні 1950 року — командувач 57-ї повітряної армії Прикарпатського військового округу в місті Львові.
У вересні 1950 — вересні 1951 року — командувач 24-ї повітряної армії в Групі радянських військ у Німеччині.
У вересні 1951 — квітні 1953 року — командувач військ Повітряної оборони прикордонної лінії — заступник головнокомандувача ВПС, у квітні — червні 1953 року — 1-й заступник головнокомандувача Військово-повітряних сил СРСР.
У червні 1953 — травні 1954 року — командувач військ Протиповітряної оборони (ППО) СРСР.
З травня 1954 року — командувач військ Бакинського району ППО, в червні 1954 — квітні 1956 року — командувач військ Бакинського округу ППО.
З квітня 1956 по січень 1957 року — заступник головнокомандувача ВПС по військово-навчальних закладах.
У січні 1957 — березні 1969 року — головнокомандувач Військово-повітряних сил — заступник міністра оборони СРСР.
З березня 1969 по 30 грудня 1973 — генеральний інспектор Групи генеральних інспекторів Міністерства оборони СРСР.
Помер 30 грудня 1973 року. Похований в Москві на Новодівочому цвинтарі.

## Військові звання
- Полковник (15.11.1937)
- Генерал-майор авіації (22.10.1941)
- Генерал-лейтенант авіації (17.03.1943)
- Генерал-полковник авіації (23.10.1943)
- Маршал авіації (3.06.1946)
- Головний маршал авіації (8.05.1959)

## Нагороди
- Герой Радянського Союзу (19.08.1944)
- шість орденів Леніна (13.12.1942; 21.07.1944; 19.08.1944; 21.02.1945; 20.05.1960; 22.05.1970)
- орден Жовтневої Революції (22.02.1968)
- три ордени Червоного Прапора (27.03.1942; 3.11.1944; 15.11.1950)
- три ордени Суворова І ст. (16.05.1944; 10.04.1945; 29.05.1945)
- орден Суворова ІІ ст. (25.10.1943)
- орден Вітчизняної війни І ст. (22.02.1943)
- орден Відродження Польщі ІІ ст. (Польща)
- орден «Віртуті Мілітарі» (Польща)
- орден «Хрест Грюнвальда» (Польща)
- медалі